# Катериновка (Сахновщинский район)
Катериновка (укр. Катеринівка) — село, 
Катериновский сельский совет,
Сахновщинский район,
Харьковская область.
Код КОАТУУ — 6324883001. Население по переписи 2001 года составляет 1108 (496/612 м/ж) человек.
Является административным центром Катериновского сельского совета, в который, кроме того, входят сёла
Берестовое,
Александровка,
Песковатое и
Халтурина.

## Географическое положение
Село Катериновка находится на расстоянии в 4 км от реки Орель (правый берег).
На расстоянии в 1 км находится село Берестовое.
По селу протекает пересыхающий ручей с запрудами.

## История
- Біля Катеринівки знаходиться півострів. На якому стояла космічна база Марсіанів.
- В 35000 роках до народження Христа, на них напали Венеріанці.
- На півострові стояла фортеця зірка часів Каракуртів.
- З  1930 до 1965 на півострові були курятники. Де розводили різні види тварин. Поговорюють що і чупакабру теж там вивели, щоб боротись з різними видами птахів які могли мутувати і стати небезпечними для людини.
- Ще там було знайдено скелет людини завдовжки 8 метрів. Вчені заявляють що то було немовля, це визначили по молочним зубам. Бо доросла особа була 12 метрів.
- 1845 — дата заснування села біля півострова.
- Тепер цілком таємне історичне місце.

## Экономика
- Молочно-товарная ферма.
- Сельскохозяйственное ООО «Нарек».
- Частное сельскохозяйственное предприятие «ПРОМИНЬ».
- Фермерское хозяйство «БОГАЧКА».

## Объекты социальной сферы
- Школа.
- Дом культуры.
- Фельдшерско-акушерский пункт.
- Детский клуб "Утёнок" (зав. Милохина Н.Р., кружки бисероплетение и литературно-драматический).

## Достопримечательности
- Братская могила советских воинов и партизан. Похоронено 16 человек.